# Eberfinger Drumlinfeld

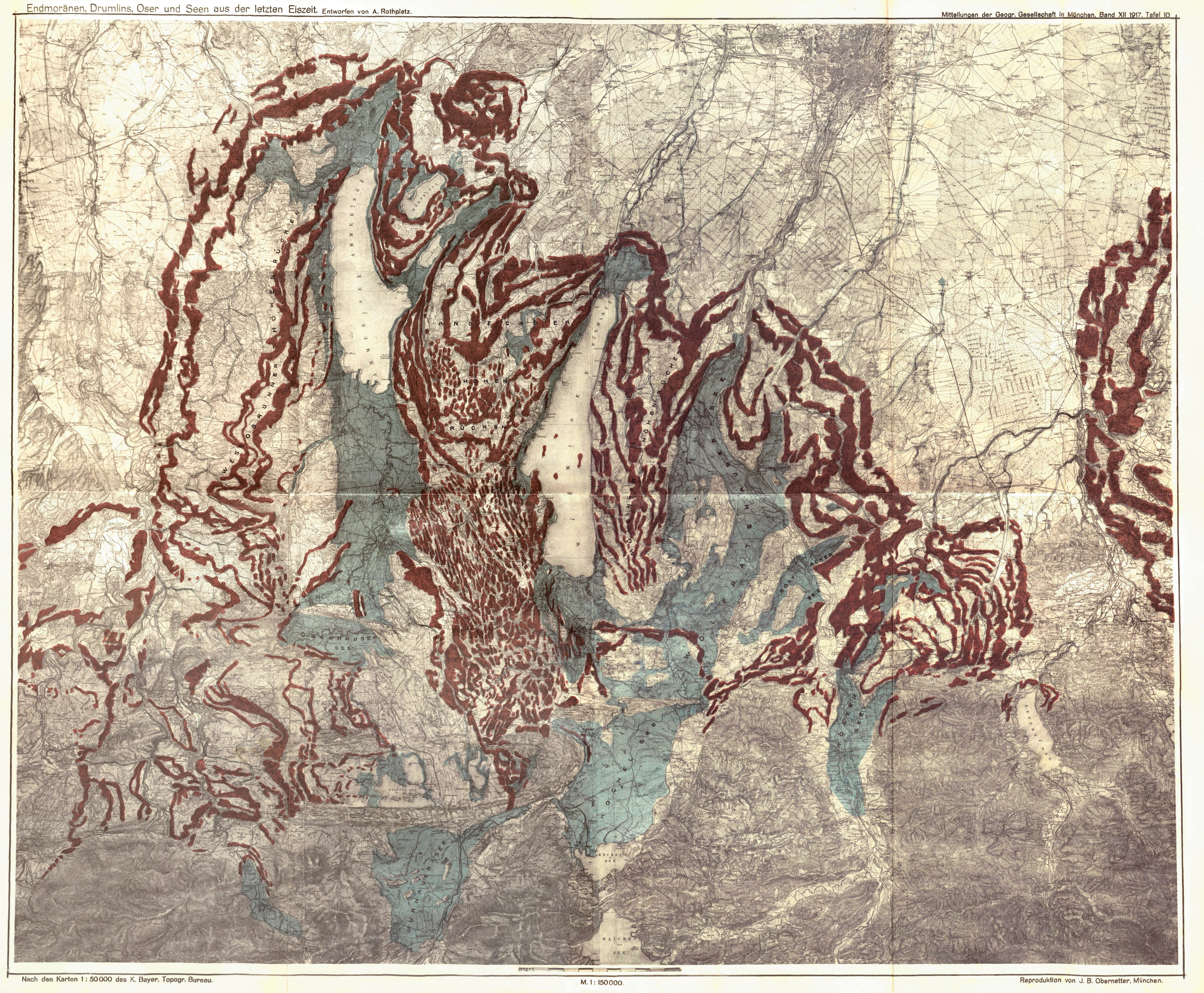
Karte zur Ausdehnung des Isar-Loisach-Gletschers (August Rothpletz, 1917): Die großen hellen Flächen innerhalb der Moränen zeigen die Zungenbecken von Ammersee (links) und Würmsee, dazwischen südlich die feingliedrige Struktur des nach dem Ort Eberfing benannten Drumlinfeldes

Das Eberfinger Drumlinfeld ist ein Geotop im oberbayerischen Landkreis Weilheim-Schongau, südwestlich des Starnberger Sees. Es wird als „eines der bedeutendsten und ausgedehntesten“ oder auch „das bekannteste und größte“ der Drumlin-Felder im bayerischen Alpenvorland beschrieben und war bedeutend für die Erforschung der Landschaftsformung durch Gletscher. Es wurde 1917 von August Rothpletz nach dem Ort Eberfing benannt.

## Geographie
Das Drumlinfeld verdankt seine Entstehung dem Isar-Loisach-Gletscher der letzten, als Würm-Kaltzeit bezeichneten Eiszeit. Es ist entsprechend dessen Bewegungsrichtung in grob südöstlicher nach nordwestlicher Richtung orientiert und liegt in einem Teilbecken zwischen dessen beiden bedeutendsten Gletscherzungen, die für den Ammersee im Westen und den Starnberger See im Osten verantwortlich waren. Dabei weist es eine Länge in Bewegungsrichtung des Gletschers von etwa 12 km bei einer Breite von zirka 6 km auf. Nach Norden setzt es sich als Andechser Höhenrücken fort und weist dort die typischen Strukturen einer Endmoräne auf. Im Süden wird das Feld durch Endmoränenstrukturen begrenzt, die aus den Rückzugsphasen des Gletschers stammen. Im Südosten sind sie der Starnberger-See-Zunge und der Seeshaupter-Terrasse zuzurechnen, im Süden und Südwesten überlagern sich verschiedene Endmoränen-Effekte zu einer wirren Moränenlandschaft. Die höchste Erhebung des Drumlinfeldes bildet der Leitenbichel mit 707 m Höhe bei Eichendorf.
Die Drumlins entstanden aus dem Geschiebemergel der Grundmoräne des Gletschers, die durch die Bewegung des Gletschers und die dadurch verursachte Verformung des Untergrunds eine wellenförmige Struktur aufgeprägt bekam. Der Untergrund besteht aus Flinz. Drumlins treten besonders an Stellen auf, an denen der Gletscher mit Gletscherspalten aufbrach, weil er durch das Bodenrelief zu einer Richtungsänderung gezwungen wird, wie hier bei der Trennung des Vorlandgletschers in die beiden Hauptzungen. Jeder einzelne Drumlin weist eine langgestreckte Stromlinienform auf, zueinander sind die Drumlins versetzt angelegt. Die Gesamtzahl der Hügel wird mit rund 360 angegeben, viele haben nur eine sehr geringe Größe unter 100 m in der Länge und maximal 60 m Breite oder sind mit anderen in Zwillingsformen oder seltener noch größeren Häufungen verwachsen. Die ausgeprägten Strukturen haben eine Länge von 200 bis 800 m, einzelne erreichen wesentlich größere Werte von bis zu 1900 m, und eine Breite von typischerweise 50 bis 300 m, in einem Fall sogar 442 m. Die kleinen Formen sind nicht mehr als prominente Erhebungen erkennbar, rund 40 Exemplare weisen aber eine Höhe von über 5 m und bis zu 46 m auf.

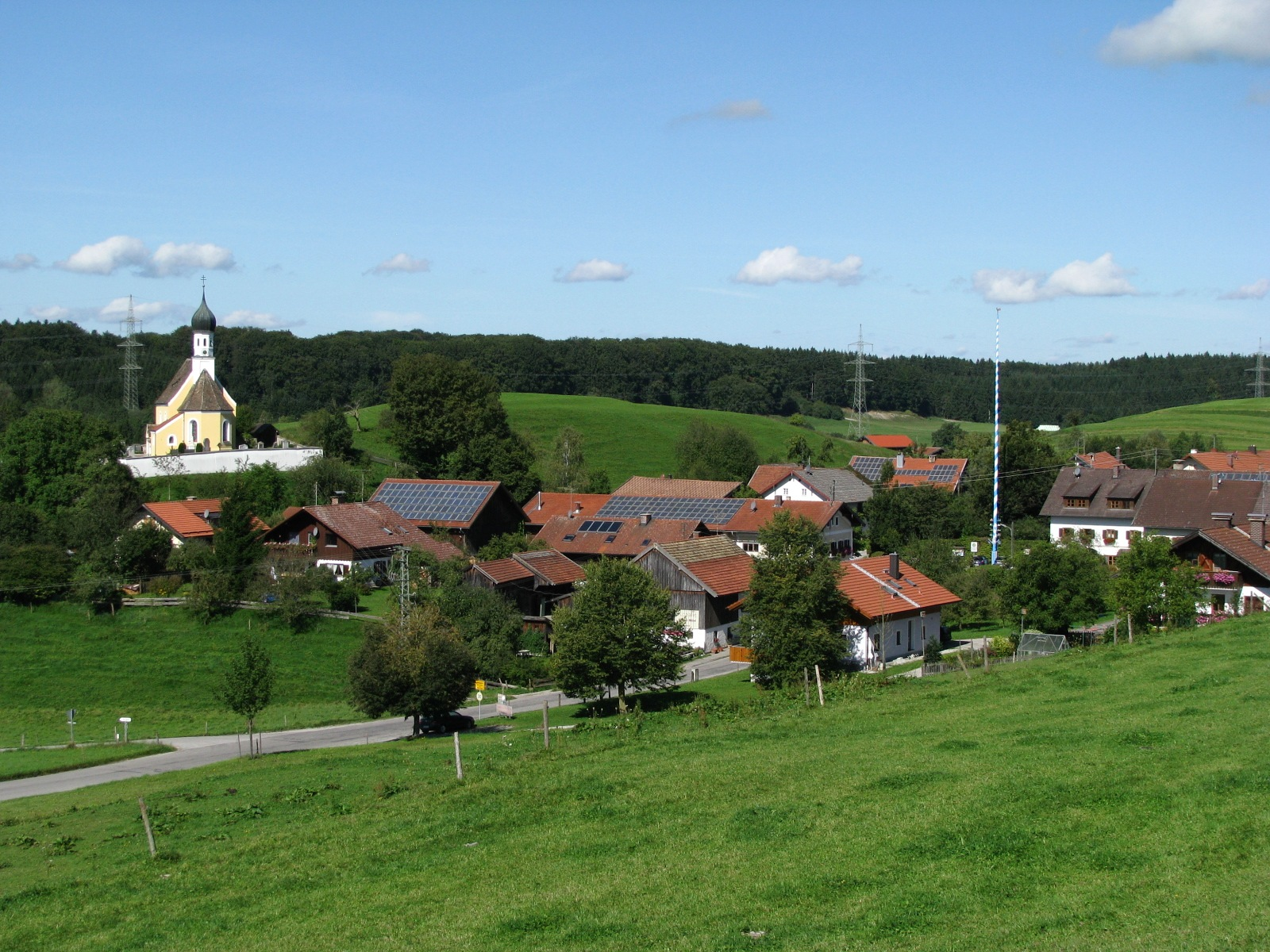
Die Kirche in Jenhausen steht auf einem Drumlin

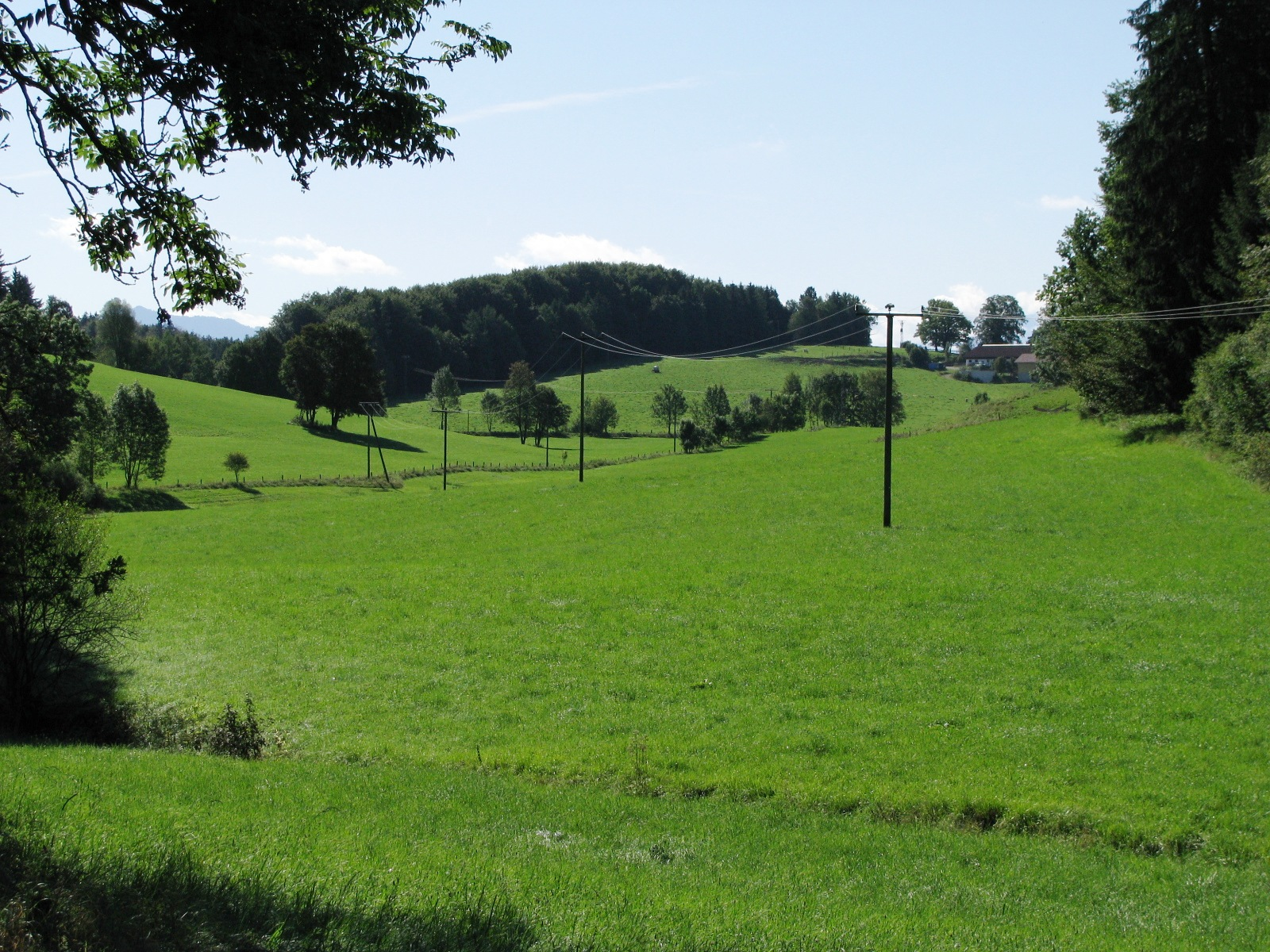
Kleinteilige Drumlinlandschaft bei Wolfetsried

Die Mehrzahl der Drumlins im Eberfinger Gebiet sind heute bewaldet, insbesondere im Zentrum des Gebietes um Magnetsried und Jenhausen liegen jedoch eine Reihe an Kuppen frei und sind nach ihrer individuellen Form und der Lage zueinander besonders gut zu erkennen. Herausragend ist die Lage des Drumlins am Ortsrand von Jenhausen, auf dem die von weithin sichtbare Kirche des Ortes steht, weitere besonders gut erkennbare Drumlins liegen etwas südlich um den Hof Wolfetsried.
Die Talstrukturen zwischen den Drumlins sind durch kleine, häufig verlandete Seen und Moore geprägt. In ihnen haben sich vielfach naturschutzfachlich wertvolle Feuchtwiesen entwickelt, darunter Streuwiesen mit Übergängen zu Nasswiesen einerseits und kleinflächigen
Halbtrockenrasen andererseits. In einigen Tälern finden sich Orchideenvorkommen, von denen besonders die Sumpf-Stendelwurz von Bedeutung ist. An Gewässern stehen Moorbirken-Erlen-Bestände, an die Pfeifengras-Gesellschaften angrenzen. Die Nußberger Weiher sind künstlich zum Zweck der Fischzucht erweitert worden. Die Täler entwässern in zwei wesentlichen Bachläufen, dem Grünbach und dem Hardtbach zum Ammersee. Weitere, kleinere Täler kommen in den Randstrukturen vor, darunter auch die einzigen Quertäler. Das Tal des Grünbachs ist als einziger Ort im Drumlinfeld so weit eingetieft, dass hier die Flinzsande der Oberen Süßwassermolasse aus dem Tertiär freigelegt sind.
Die Landschaft wird kleinräumig land- und forstwirtschaftlich genutzt, vorwiegend in den Tälern liegen Ortschaften, die sich zum Teil auch auf die Kuppen der Drumlins erstrecken.

## Landschaftsschutz
Das Eberfinger Drumlinfeld wird als ganzes durch das Bayerische Landesamt für Umwelt als Geotop eingestuft. Große Teile sind als Landschaftsschutzgebiet „Hardtlandschaft und Eberfinger Drumlinsfelder“ mit einer Fläche von 5819,922 ha ausgewiesen. Der Magnetsrieder Hardt ist einzeln als Naturschutzgebiet geschützt, weil sich auf diesem Drumlin-Rücken auch die Pflanzengesellschaften einer extensiv genutzten Weidelandschaft erhalten haben.
Als Natura 2000-Gebiet wurde ein Teil des Eberfinger Drumlinfelds einschließlich des Magnetsrieder Hardt mit den östlich gelegenen Bernrieder Filzen zusammengefasst und mit einer Größe von ca. 1115 ha gemäß FFH-Richtlinie gemeldet. Als Begründung wurde ausgeführt: „Das Gebiet umfaßt die Kernzonen des größten bayerischen Drumlinfeldes mit sämtlichen in diesem Drumlinfeld vorkommenden naturnahen und natürlichen Lebensraumtypen: verschiedenste Moor- und Magerrasentypen, Buchen- und Moorwälder.“
Südöstlich an das Drumlinfeld schließen sich im Süden des Starnberger Sees die Osterseen an. Diese sind als Eiszerfallslandschaft ebenfalls als Geotop und Naturschutzgebiet ausgewiesen.